# Dacnis cayana
El dacnis azul (en Panamá, Ecuador, Perú y Colombia) (Dacnis cayana), también denominado saí azul (en Bolivia, Paraguay y Argentina), mielero turquesa (en Venezuela), mielero azul (en Honduras), mielero celeste (en Nicaragua) o mielero azulejo (en Costa Rica), es una especie de ave paseriforme de la familia Thraupidae, perteneciente al  género Dacnis. Es nativo de América Central y del Sur.

## Distribución y hábitat
Se distribuye ampliamente desde el noreste de Honduras, por Nicaragua, Costa Rica, Panamá, Colombia, hacia el este por Venezuela, Trinidad y Tobago, Guyana, Surinam y Guayana Francesa, hacia el sur por Ecuador (a occidente de los Andes solamente hasta el centro oeste de Ecuador), Perú, hasta el centro y este de Bolivia, la mayor parte de Brasil (excepto el sur de Río Grande do Sul), este de Paraguay, hasta el noreste de Argentina.
Esta especie, ampliamente diseminada y generalmente común, habita en una variedad de ambientes boscosos y otras zonas arboladas, incluyendo jardines y parques urbanos, principalmente por debajo de los 1000 m y unas pocas hasta los 1600 a 2000 m de altitud en los Andes.

## Descripción
Mide en promedio 12,5 cm de longitud y pesa 13 g. Presenta un marcado dimorfismo sexual. El macho es de color azul turquesa, con un redondel negro alrededor de los ojos; la garganta, el lomo, las alas y la cola son negras, las alas con borde azul turquesa y cara inferior gris azulado. La hembra es verde, con la cabeza azul, la garganta azul clara a gris ceniza, las partes bajas color verde claro y las alas oscuras con franjas verdes.

## Comportamiento
Forrajea en todos los niveles del bosque. Anda en pareja o en grupos familiares que se integran en bandas con otras especies. Su llamado e un fino «tsip».

### Alimentación
Come principalmente insectos recogidos del follaje, frecuentemente frutos y también néctar de flores y bromelias.

### Reproducción
La pareja construye el nido a una altura de 5,5 a 8 m en un árbol, con forma de taza y la hembra pone de dos a tres huevos blanquecinos con manchas grises. La hembra incuba los huevos, pero es alimentada por el macho.

## Sistemática

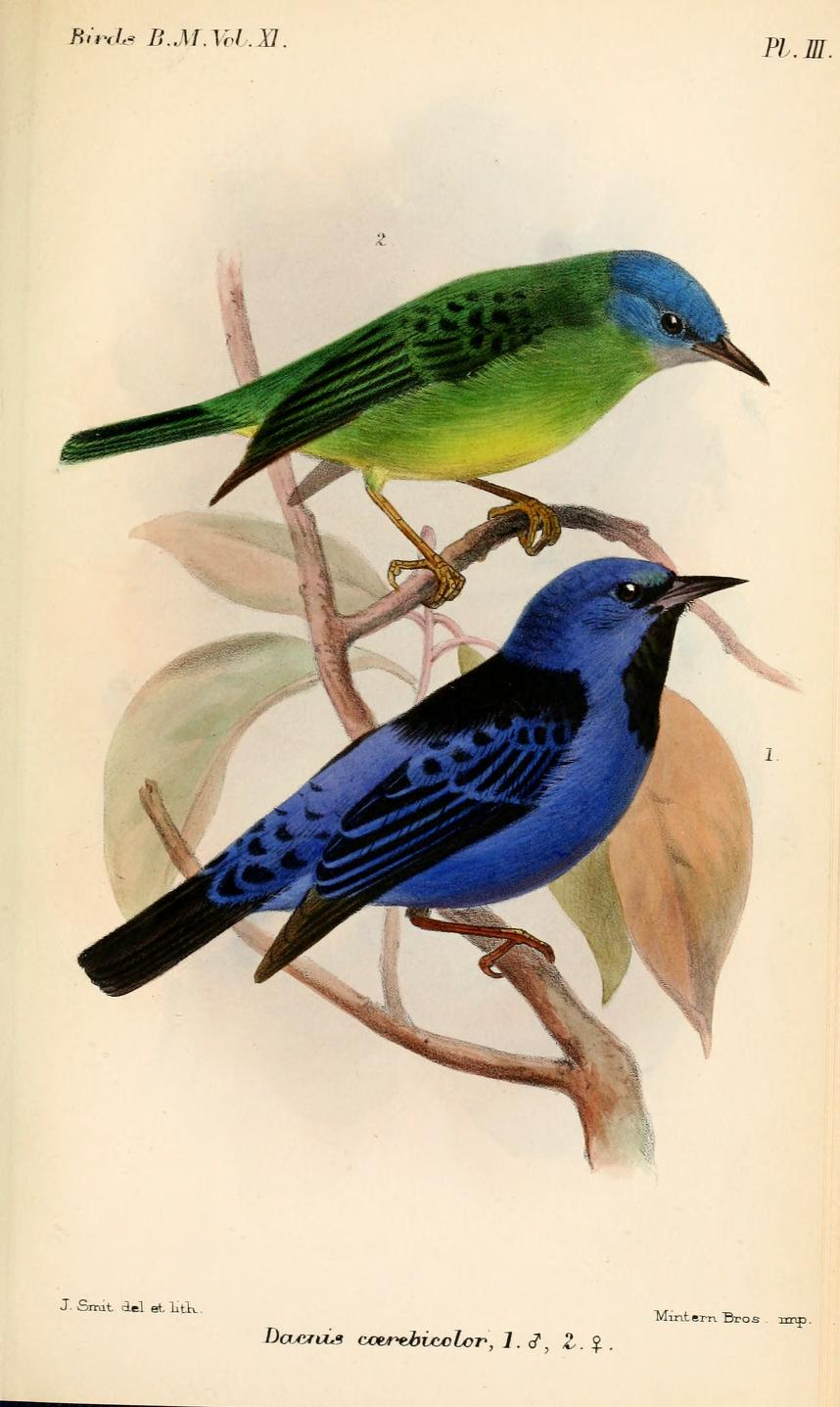
Dacnis cayana coerebicolor hembra (arriba) y macho (abajo), ilustración de Smit en Catalogue of the birds in the British Museum, 1886.

### Descripción original
La especie D. cayana fue descrita por primera vez por el naturalista sueco Carlos Linneo en 1766 bajo el nombre científico Motacilla cayana; su localidad tipo es: «Cayena, Guayana Francesa».

### Etimología
El nombre genérico femenino Dacnis deriva de la palabra griega «daknis», tipo de ave de Egipto, no identificada, mencionada por Hesiquio y por el gramático Sexto Pompeyo Festo; y el nombre de la especie «cayana» se refiere a Cayena, Guayana Francesa; en los primordios de la ornitología, Cayena era citada como localidad de especies de origen dudosa, provenientes de la Amazonia en general.

### Taxonomía
Los amplios estudios filogenéticos recientes demuestran que la presente especie es pariente próxima de Dacnis flaviventer, y el par formado por ambas es próximo a un clado integrado por Dacnis hartlaubi y D. viguieri + D. lineata.

### Subespecies
Según las clasificaciones del Congreso Ornitológico Internacional (IOC) y Clements Checklist/eBird v.2019 se reconocen ocho subespecies, con su correspondiente distribución geográfica:
- Dacnis cayana ultramarina Lawrence, 1864 – pendiente caribeña desde el noreste de Honduras al noroeste de Colombia.
- Dacnis cayana callaina Bangs, 1905 – oeste de Costa Rica y oeste de Panamá (Chiriquí).
- Dacnis cayana napaea Bangs, 1898 – norte de Colombia.
- Dacnis cayana baudoana Meyer de Schauensee, 1946 – suroeste de Colombia (serranía del Baudó) al oeste de Ecuador.
- Dacnis cayana caerebicolor P.L. Sclater, 1851 – centro de Colombia (valles del Magdalena y del Cauca).
- Dacnis cayana cayana (Linnaeus), 1766 – del este de Colombia hacia Venezuela, las Guayanas, Amazonia brasileña y Trinidad.
- Dacnis cayana glaucogularis Berlepsch & Stolzmann, 1896 – desde Colombia al este de Ecuador, este de Perú y oeste de Bolivia.
- Dacnis cayana paraguayensis Chubb, 1910 – este y sur de Brasil, este de Paraguay y noreste de Argentina.